# Dawid Semjonowitsch Goloschtschokin

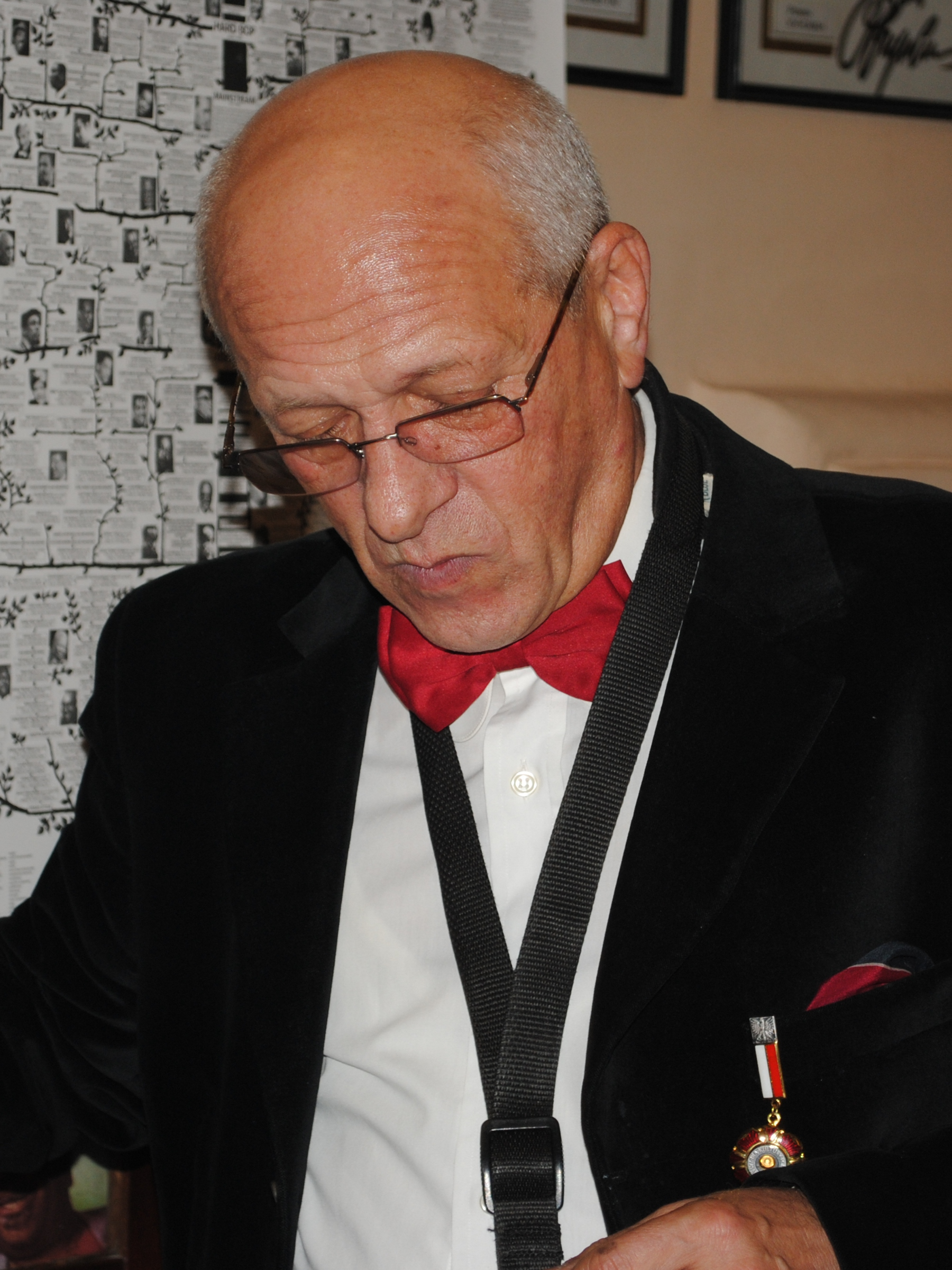
Dawid Semjonowitsch Goloschtschokin (2011)

Dawid Semjonowitsch Goloschtschokin (russisch Давид Семёнович Голощёкин, englisch David Semyonovich Goloshchekin oder David Goloshokin, * 10. Juni 1944 in Moskau) ist ein russischer Jazzmusiker und Komponist. Der Multiinstrumentalist spielt als Hauptinstrument Violine, außerdem Saxophon, Vibraphon, Piano, Bass, Schlagzeug und Flügelhorn.

## Leben und Wirken
Dawid Goloschtschokin begann seine Musikerkarriere in der Jazzszene von Leningrad; 1962 kam es dort zu Begegnungen mit amerikanischen Musikern wie Phil Woods und Zoot Sims, die im Benny-Goodman-Orchester eine Sowjetunion-Tournee unternahmen; Goloschekin berichtet davon in dem Dokumentarfilm Jazz für die Russen – To Russia with Jazz. Ab 1963 leitete er das Ensemble Gonoschekina (Ансамбль Голощёкина), das sich ab 1980 Leningrad Jazz Ensemble nannte. Er arbeitete in den 1960er Jahren mit Gennadi Golstein und Konstantin Nossow, 1966/67 in Moskau mit Eddie Rosner und in den 1970er Jahren mit Oleg Lundstrem. Außerdem spielte er im Laufe seiner Karriere mit Monty Alexander, Benny Golson, Wynton Marsalis, Billy Taylor und Woody Shaw. 1987 war er Mitbegründer des Ensembles Collage. Er komponierte auch Filmmusik und wurde 1999 als Volkskünstler Russlands geehrt. 2011 war er Leiter des St. Petersburg Philharmonic Jazz Ensemble.
Er ist Leiter der St. Petersburg Jazz Philharmonic Hall, die als Hochburg des Mainstream und Traditional Jazz in der Sowjetunion gilt.

## Diskographische Hinweise
- 15 Let Spustya (Melodija, 1984, mit Andrei Ryabov u. a.)
- Evgeni Maslov, David Goloshchekin, Pyotr Kornev, Vladimir Lytkin – Collage (Melodija, 1990)
- Great Russian Jazz Violin (1995)
- I Remember (1999)
- Doomed To Be Happy (2000) mit Gennadi Golstein
- David Goloshekin With Alex Nakhimovsky Trio (2002)
- Lucky To Be Me (2003)
- Alexander Ryabov Meets His Friends (2003)

## Filmographie (Auswahl)
- 1993: Gladiator po naymu (Regie: Dmitri Saizew)
- 1993: Khromiye vnidut pervymi (Regie: Michail Kats)